# Bertil Berthelson
Göran Bertil Berthelson, född 26 november 1901 i Ludvika, Kopparbergs län, död 10 juni 1985 i Saltsjöbaden, Stockholms län, var en svensk konsthistoriker.
Vid mitten av 1920-talet fick han riksantikvariens uppdrag att leda grävningsundersökningar vid klosterkyrkan i Vadstena. Dessa pågick i flera år och blev upptakten till hans forskningar kring birgittnordens byggnadsskick. Mellan år 1930- 1935 utförde han motsvarande undersökningar vid birgittinklostret i Pirita i Estland
Berthelson blev 1930 filosofie licentiat och 1937 filosofie doktor med avhandlingen Studier i birgittinnerordens byggnadsskick. 1924-1929 var han anställd vid Statens Historiska Museum, blev 1926 extraordinarie amanuens vid Riksantikvarieämbetet, 1936 extra antikvarie och 1946 1:e antikvarie och avdelningschef. Berthelson lämnade från 1940 en mängd bidrag till serien Sörmländska kyrkor.

## Tryckta skrifter
Förteckning över hans antikvariska och konsthistoriska författarskap återfinns i Fornvännen 79 (1984), s. 23-26.